# Ameland

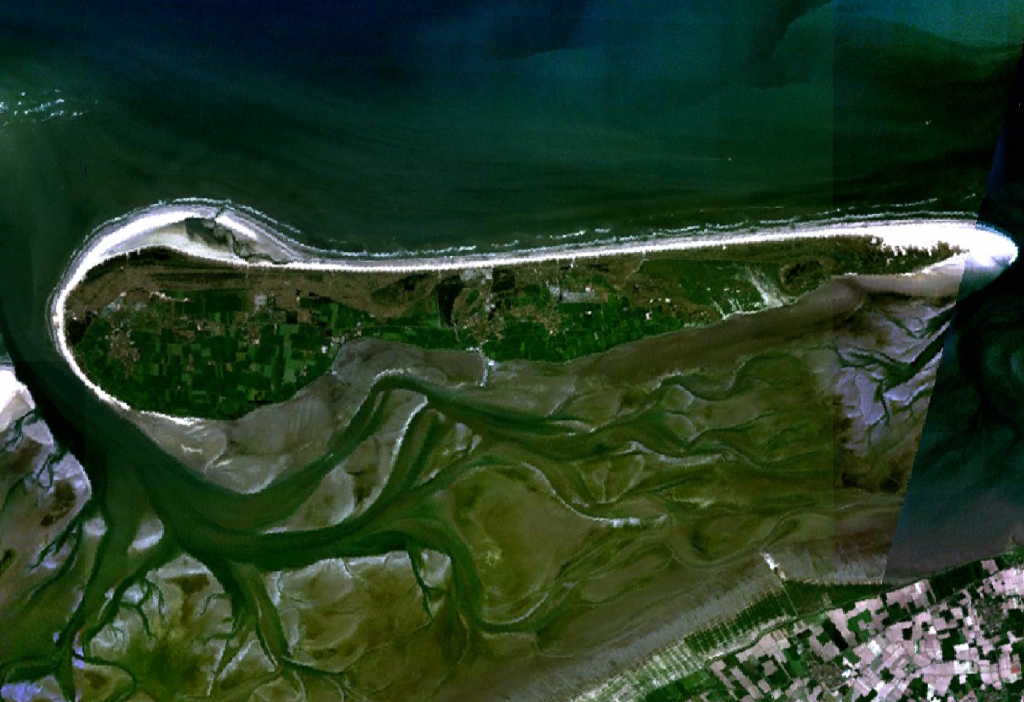
Ameland. Satellitbild

Ameland (frisiska It Amelân) är en kommun i provinsen Friesland i Nederländerna. Kommunens totala area är 268,50 km² (där 208,48 km² är vatten) och invånarantalet är på 3 513 invånare (2005). Huvudort är Hollum; andra byar är Ballum, Nes och Buren.
Ameland är fjärde ön i ökedjan kallad de frisiska öarna (nl. Waddeneilanden; fy. Waadeilannen) som ligger utmed kusten av Nederländerna, Tyskland och Danmark. Den grunda delen av Nordsjön som ligger mellan ökedjan och fastlandet kallas Vadehavet (nl. Waddenzee; fy. Waadsee eller it Waad). Viktigaste näringsgren på Ameland är turismen. Färjeförbindelse med Holwerd på fastlandet.